# Fvck luv
Fvck luv è un singolo del rapper argentino Duki, pubblicato il 28 maggio 2018.

## Tracce
1. Fvck luv – 3:01